# Japanische Badmintonmeisterschaft 1981
Die Japanische Badmintonmeisterschaft 1981 war die 35. Austragung der nationalen Titelkämpfe im Badminton in Japan.

## Medaillengewinner
| Disziplin    | Gold                           | Silber                            | Bronze                                                  |
| ------------ | ------------------------------ | --------------------------------- | ------------------------------------------------------- |
| Herreneinzel | Kinji Zeniya                   | Hiroyuki Hasegawa                 | Toshihiro Tsuji                                         |
| Herreneinzel | Kinji Zeniya                   | Hiroyuki Hasegawa                 | Hiroshi Nishiyama                                       |
| Dameneinzel  | Sumiko Kitada                  | Fumiko Tōkairin                   | Kimiko Jinnai                                           |
| Dameneinzel  | Sumiko Kitada                  | Fumiko Tōkairin                   | Yoshiko Yonekura                                        |
| Herrendoppel | Kinji Zeniya Hiroshi Nishiyama | Hiroyuki Hasegawa Toshihiro Tsuji | Nobutaka Ikeda Mikio Ozaki                              |
| Herrendoppel | Kinji Zeniya Hiroshi Nishiyama | Hiroyuki Hasegawa Toshihiro Tsuji | Tsutomu Imaizumi Kazuo Yonezawa                         |
| Damendoppel  | Atsuko Tokuda Yoshiko Yonekura | Sumiko Kitada Michiko Tomita      | Saori Kondo Mikiko Takada                               |
| Damendoppel  | Atsuko Tokuda Yoshiko Yonekura | Sumiko Kitada Michiko Tomita      | Etsuko Toganoo Hiromi Tsukioka                          |
| Mixed        | Shoichi Toganoo Etsuko Toganoo | Motoo Nakai Yōko Hata             | 斉藤敏行 (Toshiyuki Saitō) 渡辺多喜子 (Takiko Watanabe) |
| Mixed        | Shoichi Toganoo Etsuko Toganoo | Motoo Nakai Yōko Hata             | Shōkichi Miyamori Chikako Sanda                         |

1. ↑  geklammert bei vermuteter Lesung